# M2 60mm 迫撃砲
M2 60mm迫撃砲（英語: M2 60mm Mortar）は、アメリカ軍が第二次世界大戦-ベトナム戦争にかけて使用した軽迫撃砲である。

## 概要
M2迫撃砲は、M1 81mm 迫撃砲と手榴弾のギャップを埋めるために、1920年代後半からフランスのストークブラン社製Mle 1935 60mm迫撃砲のライセンス生産として、アメリカ陸軍軍需品部により開発が始まり、1930年代後期に試験を受けた。1940年1月、最初の1,500門の発注がなされ、最終的に約60,000門が生産された。
アメリカ軍においては、砲本体がM2迫撃砲、支持構造がM2（のちにM5）マウントとして制式化されている。M2迫撃砲は砲身と撃針、マウントは二脚と底板などによって構成されている。主に榴弾を使用するが、夜間、低空侵入してくる敵機を迎撃する際にM83照明弾を発射して対空射撃の支援を行ったこともある。
初めて実戦投入された第二次世界大戦当時のアメリカ軍の歩兵連隊では1個連隊に27門が装備されていた。歩兵中隊ごとに編成された火器小隊に3門ずつ配備され、歩兵3個小隊を3門のM2迫撃砲が支援するようになっていた。第二次大戦以降も、1942年に制式採用されたM19 60mm 迫撃砲と共に朝鮮戦争やベトナム戦争で使用されたが、現在は新型のM224 60mm 迫撃砲に更新されて退役している。
また、原設計国であるフランス軍においても、オリジナルのMle 1935 60mm迫撃砲とともに運用され、第一次インドシナ戦争やアルジェリア戦争でも使用された。日本でも1951年より供与され、陸上自衛隊によって使用されていたが、現在は退役している。

## 諸元・性能
出典: アメリカ合衆国陸軍省 (1958年1月) (英語) (PDF). US Army, Technical Manual, TM 9-3071-1 2014年4月29日閲覧。
諸元
- 種別: 迫撃砲
- 口径: 60mm
- 砲身長: 726mm（28.6in）
- 重量: 19.05kg（42.0lb）

- 砲身：12.8 lb (5.8 kg)
- 二脚：16.4 lb (7.4 kg)
- 底板：12.8 lb (5.8 kg)

- 全長: 28.58 in (726 mm)

作動機構
- 砲架: M5 マウント（二脚+底板）

性能
- 俯仰角: +40°~+86°
- 旋回角: 左右125ミル（約7°）
- 初速: 158メートル毎秒（518ft/s）
- 有効射程: 100–914 m (109–1,000 yd)
- 最大射程: 1,815m（M49A2榴弾使用時）
- 発射速度: 持続：18発/分、最大：30-35発/分

砲弾・装薬
- 弾薬: 60mm迫撃砲弾・装薬
- 砲弾: 1.33kg（2.94lb）

- M69訓練弾
- M49A2榴弾
- M302白燐発煙弾
- M83照明弾

## 登場作品

### 映画
『戦国自衛隊』
戦国時代にタイムスリップした自衛隊が、突撃してくる武田の騎馬隊に対して使用するほか、反乱を起こした自衛官たちが、飛行するS-62に対しても使用する。
『プライベート・ライアン』
終盤の橋を巡る戦闘でアメリカ軍が用意するが、ドイツ軍の攻撃を受けて破壊されてしまう。しかし、破壊されずに残っていた底盤と迫撃砲弾を組み合わせて、手榴弾代わりに使用する。

### ドラマ
『ザ・パシフィック』
ペリリューの戦いで登場。飛行場の日本軍が立てこもる建造物に対して海兵隊が使用。

### 漫画・アニメ
『戦国自衛隊』
戦国時代にタイムスリップした自衛隊の装備の1つとして登場。

### ゲーム
『コール オブ デューティ モダン・ウォーフェア3』
迫り来る民兵やテクニカルを吹き飛ばすためにユーリが使用。